# Jean-René Huguenin
Jean-René Huguenin, född 1 mars 1936 i Paris, död 22 september 1962, var en fransk författare. Som 20-åring började han att skriva för La Table ronde och Arts. År 1960 utgavs hans första och enda roman, La Côte sauvage, som blev en kritikerframgång och lyftes fram av François Mauriac och Julien Gracq. Två år senare, den 22 september 1962, dog den då 26-årige Huguenin i en bilolycka.
År 2013 kom en biografi om Huguenin skriven av Jérôme Michel, Un jeune mort d’autrefois – Tombeau de Jean-René Huguenin.